# 石上まひな
石上 まひな（いしがみ まひな、2000年9月12日 - ）は、日本のタレント、女優。神奈川県出身。サンミュージックプロダクションに所属していた。旧芸名は浜崎 まひな。

## 略歴
妹の石上ひなのと共にアイドルグループ「@SunCafe」のメンバーとして活動していた。

## 人物
神奈川県出身、大学生である。プロ野球が好きで横浜DeNAベイスターズのファンである
。
目が悪いためコンタクトレンズをしている。

## 出演
テレビ
- ピラメキーノ（テレビ東京）
- 時々迷々第59話（NHK Eテレ）
- 関ジャニの仕分け∞（テレビ朝日）
- 三匹のおっさんseason2 第4話（テレビ東京）2015年

## ラジオ
- 全国こども電話相談室・リアル!（2013年4月7日 - 2014年3月30日、TBSラジオ）

## 雑誌
- 一期一会オフィシャルファンBOOK（アスキー・メディアワークス）
- 別冊キャラぱふぇコミック（アスキー・メディアワークス）
- サン宝石オリジナルアクセBOOK（アスキー・メディアワークス）
- 読売KODOMO新聞（読売新聞社）
- JSガール（三栄書房）

## 広告
さくら学院エレメントガールズポスター